# Suchland-Inseln
Die Suchland-Inseln sind eine Gruppe aus etwa acht kleinen Inseln vor der Walgreen-Küste des westantarktischen Ellsworthlands. Sie liegen im Zentrum der Einfahrt zur Cranton Bay.
Der United States Geological Survey kartierte sie anhand eigener Vermessungen und Luftaufnahmen der United States Navy aus den Jahren zwischen 1960 und 1966. Das Advisory Committee on Antarctic Names benannte sie 1968 nach Everett Burdett Suchland Jr. (* 1939), Funker auf der Byrd-Station im Jahr 1967.